# کالاسا-کاستیلیونه

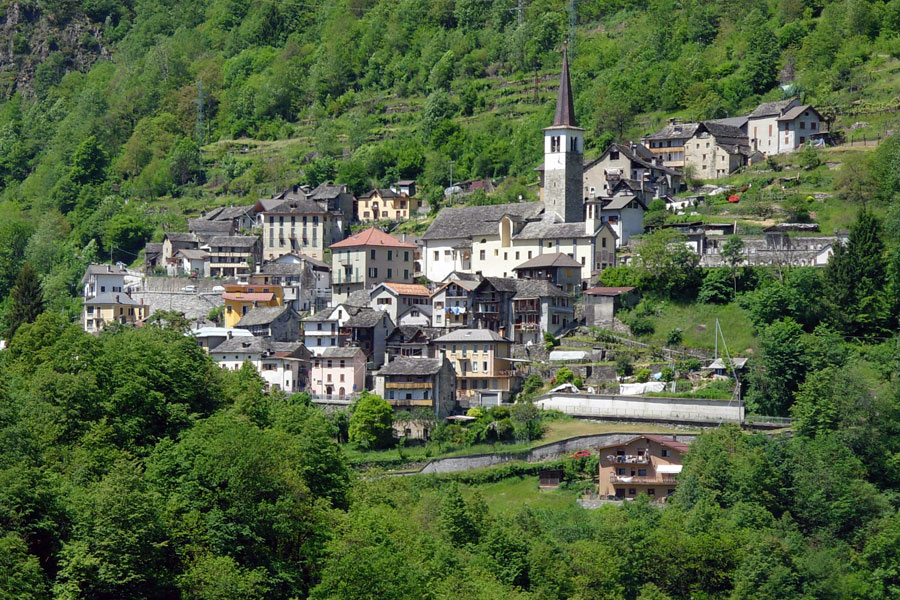
کالاسا-کاستیلیونه، ۲۰۱۳

کالاسا-کاستیلیونه (به ایتالیایی: Calasca-Castiglione) یک کومونه در ایتالیا است که در استان وربانو-کوزیو-اوسولا واقع شده‌است.

## خصوصیات
کالاسا-کاستیلیونه ۵۷٫۵ کیلومترمربع مساحت و ۷۴۱ نفر جمعیت دارد و ۶۶۵ متر بالاتر از سطح دریا واقع شده‌است.